# Robert Kindersley, 3. Baron Kindersley
Robert Hugh Molesworth Kindersley, 3. Baron Kindersley, DL (* 18. August 1929 in London; † 9. Oktober 2013) war ein britischer Peer, Politiker und Geschäftsmann.

## Leben und Karriere
Kindersley wurde am 18. August 1929 als Sohn von Hugh Kindersley, 2. Baron Kindersley und Nancy Farnsworth Boyd, Tochter von Dr. Geoffrey Boyd geboren. Er hatte eine ältere Schwester, Patricia Nassau Kindersley (1922–2010). 
Er diente bei den Scots Guards und diente 1949 in Malaya. Er erreichte dort den Rang eines Lieutenant. Von 1957 bis 1996 war er Direktor von London Assurance. Bei der Witan Investment Trust plc war Kindersley von 1958 bis 1985 Direktor. Von 1959 bis 1967 war er Direktor von Steel Company of Wales. Von 1960 bis 1991 bekleidete er dieses Amt bei Lazard Bros and Co Ltd, von 1963 bis 1968 bei der Marconi, bei der Sun Alliance & London Insurance Group von 1965 bis 1996, von 1966 bis 1968 bei der English Electric und von 1968 bis 1970 bei der GEC Ltd.
Bei der British Match Corporation Ltd war er von 1969 bis 1973 Direktor, von 1973 bis 1985 bei Swedish Match Co, von 1986 bis 2001 bei der Maersk Co Ltd und von 1990 bis 2001 bei Maersk India. Er war Vorsitzender (Chairman) der Commonwealth Development Corporation von 1980 bis 1989. Von 1990 bis 2000 leitete er den Siam Selective Growth Trust. Bei der Brent Walker Group plc war er von 1991 bis 1992 Vorsitzender.
Von 1975 bis 1980 war er stellvertretender Vorsitzender (Deputy Chairman) des Beirates (Advisory Council) des Export Credits Guarantee Department (ECGD). Bei der Export Group for the Constructional Industries war Kindersley von 1961 bis 1985 finanzieller Berater (Financial Advisor). Von 1976 bis 1978 war er Vorsitzender der British Bankers’ Association. Von 1976 bis 1986 war er Präsident des Anglo-Taiwan Trade Committee. Zuletzt war er Mitglied des Institute Intelligence d'Eac.
Er gehörte der Hereditary Peerage Association an.

## Mitgliedschaft im House of Lords
Kindersley erbte beim Tod seines Vaters 1976 dessen Titel des Baron Kindersley und den damals damit verbundenen Sitz im House of Lords. Dort saß er als Crossbencher. Seine Antrittsrede hielt er am 26. Juli 1982 zum Thema Wirtschaftspolitik. 
Bis Mitte der 1990er Jahre meldete er sich sporadisch zu Wort. Er sprach zu den Themen Komplementärmedizin,  der Osteopaths Bill [H.L.], mehrfach zur Housing and Urban Development Bill und zuletzt am 5. Juni 1995 zur Commonwealth Development Corporation (No. 2) Bill [H.L.]
- Sitzungsperiode 1997 / 1998: 8 Tage (von 228)

Seinen Sitz verlor er durch den House of Lords Act 1999. Zur Wahl für einen der verbleibenden Sitze trat er nicht an.

## Familie
Kindersley heiratete am 4. September 1954 Venice Marigold Hill (* 1940), die Tochter von Lord Arthur Francis Henry Hill und Ishabel Wilhelmina Sheila MacDougall. 1989 ließen sie sich scheiden. Noch im selben Jahr heiratete er Patricia Norman, Tochter des Brigadiers Hugh Norman.
Aus der ersten Ehe gingen drei Söhne und eine Tochter hervor. Der zweitälteste Sohn starb 1991. Sein ältester Sohn Rupert (* 1955) folgte ihm 2013 als Baron Kindersley nach.